# Hrunivka, Krasnopillea
Hrunivka (în ucraineană Грунівка) este un sat în comuna Sinne din raionul Krasnopillea, regiunea Sumî, Ucraina.

## Demografie
Componența lingvistică a localității Hrunivka
     Ucraineană (96,88%)
     Rusă (3,13%)
Conform recensământului din 2001, majoritatea populației localității Hrunivka era vorbitoare de ucraineană (96,88%), existând în minoritate și vorbitori de rusă (3,13%).